# Eveline Widmer-Schlumpf
Pour les articles homonymes, voir Widmer et Schlumpf.
Eveline Widmer-Schlumpf, née le 16 mars 1956 à Felsberg, est une femme politique suisse, membre de l'Union démocratique du centre puis du Parti bourgeois démocratique. 
Elle est conseillère fédérale du 1er janvier 2008 au 31 décembre 2015 et présidente de la Confédération en 2012.

## Biographie

### Jeunesse et formation
Originaire de Mönchaltorf et Felsberg, fille de Leon Schlumpf, conseiller fédéral de 1980 à 1987, elle grandit avec ses deux sœurs à Felsberg, où elle réside encore. 
En 1976, elle obtient sa maturité fédérale au gymnase de Coire. Elle étudie ensuite le droit à l'Université de Zurich, obtenant sa licence en 1981 puis son doctorat en 1990. 
Durant son adolescence, elle milite pour le droit de vote des femmes. Plus tard, elle soutient l'adhésion de la Suisse à l'ONU et s'oppose à l'impôt dégressif.

### Carrière professionnelle
Elle travaille d'abord comme greffière auprès du Tribunal cantonal des Grisons de 1981 à 1987, puis comme avocate et notaire entre 1987 et 1998. Élue en parallèle à la cour de district de Trin dès 1985, elle en est présidente (première femme à ce poste) entre 1991 et 1997.
En octobre 2016, elle est élue présidente de l'association Pro Senectute, organisation de services destinés aux personnes âgées et à leurs proches en Suisse, et prend ses fonctions le 1er avril 2017.

### Carrière politique
De 1989 à 1998, elle est vice-présidente de la section grisonne de l'UDC.
Elle est élue au Grand Conseil du canton des Grisons en 1994, avant de devenir le 15 mars 1998 la première femme élue au gouvernement du canton des Grisons puis sa première présidente en 2001 et 2005. 
En 2003, Ueli Maurer la qualifie, dans un entretien accordé à un hebdomadaire suisse alémanique, de candidate potentielle très valable pour le Conseil fédéral et ajoute qu'elle est l'une des politiciennes les plus compétentes du pays.
De mai 2004 à 2007, elle est membre du Conseil de banque de la Banque nationale suisse et présidente de la Conférence des directeurs cantonaux des finances dès 2001. À ce titre, elle se bat en 2004 contre le « paquet fiscal » proposé par la Confédération et qui est finalement rejeté en votation populaire.

#### Conseillère fédérale
Le 12 décembre 2007, elle est élue par l'Assemblée fédérale au Conseil fédéral en obtenant, au deuxième tour de scrutin, 125 voix contre 115 à Christoph Blocher, conseiller fédéral sortant, sans être officiellement candidate à ce poste,. Après quelques heures de suspension de séance, l'Assemblée fédérale lui accorde un délai de réflexion jusqu'au 13 décembre pour indiquer si elle accepte ou non son élection. Le 13 au matin, elle confirme qu'elle accepte son élection, devenant ainsi officiellement conseillère fédérale (110e membre du Conseil fédéral de l'histoire). Le 1er janvier 2008, elle prend la tête du Département fédéral de justice et police.
Le comité directeur de son parti lui demande de quitter son poste, mais elle refuse. Le 11 avril 2008, une manifestation réunissant plus de 12 000 personnes, principalement des femmes, sur la Place fédérale à Berne lui apporte son soutien. Elle est directement mise en cause dans un documentaire appelé La chute de Christoph Blocher, réalisé par la télévision suisse allemande, puis considérée comme « traîtresse » par son parti pour avoir « comploté pour son élection au Conseil fédéral ». Dans l'incapacité de l'exclure de l'UDC, la direction nationale du parti décide alors, à la suite d'une consultation des différentes sections, d'exclure l'ensemble de la section grisonne le 1er juin 2008. Le 16 juin, les délégués de la section décident de changer de nom pour prendre celui de Bürgerliche Partei Schweiz, formant ainsi la première section de ce qui deviendra le Parti bourgeois démocratique.
Le 22 septembre 2008, elle est nommée à titre intérimaire à la direction du Département fédéral des finances pendant l'indisponibilité de Hans-Rudolf Merz empêché pour raison de santé. Après son rétablissement et une cure, Merz reprend ses activités le 3 novembre 2008.
Le 27 septembre 2010, à la suite de l'élection de Simonetta Sommaruga et de Johann Schneider-Ammann, elle se voit attribuer le Département fédéral des finances. Le 14 décembre 2011, elle est réélue au premier tour au Conseil fédéral, sous les couleurs du PBD et non plus de l'UDC comme en 2007, et par la même occasion élue présidente de la Confédération pour l'année 2012. 
Le 28 octobre 2015, à la suite du succès de l'UDC (11 sièges supplémentaires) et du recul du PBD (2 sièges en moins) aux élections fédérales 10 jours plus tôt, elle annonce qu'elle ne se représentera pas lors du renouvellement du Conseil fédéral prévu le 9 décembre. Elle quitte donc ses fonctions le 31 décembre suivant.

### Distinctions
Le 6 décembre 2008, elle devient la première lauréate de la « pelle de l'humour » du Festival de l'humour d'Arosa pour avoir su garder le sourire malgré des circonstances difficiles.
Le 11 janvier 2009, elle est nommée « Suisse de l'année 2008 » lors de l'émission SwissAward. 
Elle reçoit en 2023 un doctorat honoris causa de la faculté de droit de l'Université de Lucerne. 

### Vie privée
Elle est mariée à un ingénieur, Christoph Widmer, qui est président du PBD de la commune de Coire depuis fin 2020. 
Elle est mère de deux filles et d'un fils. Elle a nommé sa première fille du prénom de sa sœur Carmen, décédée d'un accident de voiture à 23 ans.
Elle est de religion protestante.